# Acción Argentina
Acción Argentina fue una organización creada en 1940 con el fin de promover el ingreso de Argentina a la Segunda Guerra Mundial (1939-1945) sumándose al bando de los Aliados. Fue disuelta por el gobierno militar de Pedro Pablo Ramírez en 1943.

## Antecedentes: «neutralistas», «germanófilos» y «aliadófilos»
Argentina tenía una larga tradición «neutralista» frente a las guerras europeas, que había sido sostenida y defendida por todos los partidos políticos desde el siglo XIX. Las causas del «neutralismo» argentino son complejas, pero una de las más importantes está relacionada con la condición de proveedor de alimentos para los británicos y Europa en general. Tanto en la primera como en la segunda guerra, Gran Bretaña necesitaba garantizar el abastecimiento de alimentos (granos y carnes) a su población y a sus tropas, y ello hubiera sido imposible si Argentina no mantenía la neutralidad, ya que los barcos de carga hubieran sido los primeros en ser atacados, interrumpiendo el suministro. Simultáneamente, Argentina había mantenido una posición tradicionalmente reticente a la visión hegemónica del panamericanismo que había impulsado Estados Unidos desde fines del siglo XIX.
En diciembre de 1939, el Gobierno argentino consultó con Gran Bretaña la posibilidad de abandonar la neutralidad y unirse a los Aliados. El Gobierno británico rechazó de plano la proposición reiterando el principio: la principal contribución argentina eran los suministros y para garantizarlos era necesario mantener la neutralidad. Por entonces también Estados Unidos sostenía una posición «neutralista» consolidada por las leyes de Neutralidad de 1935-1939 y su tradicional «aislacionismo», aunque esa posición variaría radicalmente cuando sus bases militares en Asia fueron atacadas por Japón el 7 de diciembre de 1941.
Luego de Pearl Harbor, en la III Reunión de Consulta de Ministros de Relaciones Exteriores (Conferencia de Río de Janeiro) realizada en enero de 1942, Estados Unidos intentó que todos los países americanos lo siguieran en bloque ingresando a la guerra. Para Estados Unidos, que no resultaba afectado de ningún modo por la interrupción del comercio entre Argentina y Europa, la Segunda Guerra Mundial se le presentaba como una excelente oportunidad para terminar de imponer su hegemonía continental, tanto política (expresada en el panamericanismo) como económica y desplazar definitivamente a Gran Bretaña de su punto fuerte en América. Pero Argentina, a través de su canciller Enrique Ruiz Guiñazu, se opuso a la entrada en la guerra de los países americanos en bloque, frenando la propuesta estadounidense. A partir de entonces la presión norteamericana no dejaría de crecer hasta hacerse irresistible.
Frente a la guerra, la población argentina se dividía en dos grandes grupos: «aliadófilos» y «neutralistas». El primer grupo era favorable al ingreso de Argentina en la guerra en el bando aliado, mientras que el segundo sostenía que el país debía mantenerse neutral. Un tercer grupo, los «germanófilos», era francamente minoritario y ante la imposibilidad de que Argentina entrara a la guerra apoyando al Eje, solía apoyar la neutralidad confundiéndose con los neutralistas.
Tanto el presidente radical antipersonalista Roberto Marcelino Ortiz (1938-1942) como el conservador Ramón Castillo (1942-1943) mantuvieron la neutralidad. Presionado por Estados Unidos el presidente Pedro Pablo Ramírez (1943-1944) finalmente rompió relaciones diplomáticas con los países del Eje el 26 de enero de 1944, y les declaró la guerra el 27 de marzo de 1945, bajo la presidencia de Edelmiro Farrell.

## Origen
Acción Argentina fue creada el 5 de junio de 1940 a partir de una propuesta del Partido Socialista con el fin de promover el ingreso de Argentina a la Segunda Guerra Mundial integrando el bando Aliado.[cita requerida]
Su manifiesto inicial está encabezado por el expresidente radical Marcelo T. de Alvear y la organización estaba dirigida por una Junta Ejecutiva Central integrada por Raúl C. Monsegur, Federico Pinedo, Nicolás Repetto, Mariano Villar Sáenz Peña y Juan Valmaggia. La organización creó filiales que llegaron a sumar alrededor de 300 en todo el país.

## Acción política
Acción Argentina organizaba actos, propaganda, entrega de folletos e incluso espionaje de las actividades de la numerosa comunidad alemana radicada en el país.
El 25 de mayo de 1941 se realizó el Cabildo Abierto de Acción Argentina, un congreso nacional de sus filiales que sumaban en ese momento 347. Una de las personalidades más destacadas en el Cabildo Abierto fue el General Agustín P. Justo, quien se había desempeñado como presidente hasta 1938. Justo estaba a favor de las fuerzas aliadas (especialmente de los Estados Unidos) y había viajado en septiembre de 1942 al Brasil a apoyar el ingreso de las fuerzas brasileñas del bando aliado en septiembre de 1942. El expresidente estaba planeando declarar la guerra al eje una vez asumiera su segunda presidencia en 1944, aunque la muerte lo sorprendió en enero de 1943 y todos esos planes quedaron truncos. 
El congreso eligió una nueva Junta Ejecutiva Central, resultando presidente el demócrata progresista Julio A. Noble, vicepresidentes los socialistas Alicia Moreau de Justo y Américo Ghioldi, el conservador José Aguirre Cámara, el radical Mauricio Yadarola, y los independientes Rodolfo Fitte y Rafael Pividal.
En el acto, entre las figuras políticas destacadas participó y pronunció un vibrante discurso el exministro de Relaciones Exteriores de Ortiz, José María Cantilo, quien contradictoriamente durante su gestión dictó la orden secreta para impedir el ingreso de judíos a la Argentina, considerado uno de los actos de antisemitismo más graves de la historia argentina.
El 4 de junio de 1943 se produjo un golpe de Estado que derrocó al Presidente Ramón Castillo, asumiendo finalmente el poder el General Pedro Pablo Ramírez. Una de sus primeras medidas fue ilegalizar Acción Argentina.
En el año 1942 Acción Argentina editó el libro “No se puede comerciar con hitler” escrito su original en inglés por el ex embajador de E. UU. en Alemania Douglas Miller y traducido por Eva Iribarne.